# Sporrong (efternamn)
Sporrong är ett svenskt efternamn av vallonskt ursprung. Den 31 december 2022 var 425 personer med efternamnet Sporrong folkbokförda i Sverige.

## Personer med efternamnet Sporrong
- Einar Sporrong (1885–1963), militär
- Frida Sporrong  (1897–1978), skådespelare
- Karl Erik Sporrong (1928–1992), musiklärare och målare
- Lars Sporrong (född 1932), färgkonsult, målare, frafiker och tecknare
- Ulf Sporrong (1936–2020), kulturgeograf, professor